# Municipio de San Pedro Jicayán
El municipio de San Pedro Jicayán es uno de los 570 municipios en que se divide el estado mexicano de Oaxaca, se encuentra situado en la zona suroeste del estado y forma parte de la Región Costa y del Distrito de Jamiltepec; su cabecera es el pueblo de San Pedro Jicayán.

## Geografía
San Pedro Jicayán se localiza en la zona suroeste del estado de Oaxaca, tiene una extensión territorial de 65.07 kilómetros cuadrados que representan el 0.07% del total del estado de Oaxaca y limita al norte con el municipio de San Antonio Tepetlapa y el municipio de San Pedro Atoyac, al oeste y sur con el municipio de San Miguel Tlacamama y el municipio de Santiago Pinotepa Nacional y al este con el municipio de San Juan Colorado y el municipio de Pinotepa de Don Luis.

### Orografía e hidrografía
San Pedro Jicayán se localiza en la zona donde la Sierra Madre del Sur ya ha descendido hacia la planicie costera de Oaxaca, esto hace que el relieve del municipio sea muy bajo y este representando por algunas elevaciones que no llegan a superar los 400 metros sobre el nivel del mar, los principales cerros reciben los nombres de cerro Cruz Santa Inés, cerro Gavilán, cerro y Yucundoko, cerro Yucukaki y cerro Yutabacoo.
La hidrología del municipio está representado por corrientes que descienden desde la Sierra y se dirigen a la costa, los principales son el río Santiago, río la Hamaca, río Yutandua, río Yutacanoo; todo el territorio pertenece a la Cuenca del río Ometepec o Grande y a la Región hidrológica Costa Chica-Río Verde.

### Clima y ecosistemas
El la totalidad del territorio de San Pedro Jicayán se registra clima Cálido subhúmedo con lluvias en verano, la temperatura media anual es superior a los 26 °C, y la precipitación media anual se divide en dos zonas, la zona norte tiene un promedio de 2,000 a 2,500 mm y la zona sur de 1,500 a 2,000 mm.
Todo el municipio se encuentra cubierto por selva baja, las principales especies vegetales que se encuentra son árboles como parota, zapote, tololote, copal, mango, naranjo, coco, mamey, aguacate, bugambilia, jazmin y nanche, entre muchos otros; la fauna está representada por especies como chachalaca, tejón, jabalí, tlacuache, rana, víbora de cascabel e iguana.

## Demografía
De acuerdo a los resultados del Conteo de Población y Vivienda de 2005 realizado por el Instituto Nacional de Estadística y Geografía, la población total del municipio de San Pedro Jicayán es de 10,252 habitantes, de los cuales 4,963 son hombres y 5,289 son mujeres; siendo por tanto su porcentaje de población masculina de 48.4%, la tasa de crecimiento poblacional anual del municipio de 2000 a 2005 ha sido del 0.9%, el 44.5% de la población tiene menos de 15 años de edad, mientras que el 49.6% tiene entre esa edad y los 64 años, el 42.2% de los habitante viven en localidades de más de 2,500 habitantes y el 93.2% de la población mayor de 5 años de edad es hablante de alguna lengua indígena.

### Grupos étnicos
El 93.2% de los habitantes mayores de 5 años de edad de San Pedro Jicayán son hablantes de alguna lengua indígena, esto es un total de 8,347 personas, de las cuales 4,062 son hombres y 4,285 son mujeres; de ellos, 6,841 son bilingües al español, 1,482 son monolingües y 54 no especifican dicha condición.
Del total de hablantes de lengua indígena, la gran mayoría son hablantes de lenguas mixtecas, 8,317 hablantes, después de ésta las restantes tienen una muy pequeña representación, prácticamente con un único hablante, con idiomas como amuzgo, chatino, chinanteco, zapoteco y mazahua.

### Localidades
En el municipio de San Pedro Jicayán se localizan 19 localidades, las principales y su población en 2005 se enlistan a continuación:
| Localidad         | Población (2010) |
| ----------------- | ---------------- |
| San Pedro Jicayán | 4 710            |
| San Juan Jicayán  | 1 925            |
| Santiago Jicayán  | 1 093            |
| Chuparrosa        | 902              |
| Yutandayoo        | 796              |
| Total municipio   | 11 555           |

## Actividad económica
En el municipio destaca la actividad primaria de la economía, particularmente la agricultura y la ganadería. La siembra de maíz representa el 60%, el frijol el 20%, chile 10% y el plátano el 10%.
La ganadería está asentada en dos microrregiones, una localizada en los limítes con los municipios de Atoyac y San Juan Colorado y la otra con los municipios de Tlacamama y Tepetlapa.

## Política
El gobierno del municipio de San Pedro Jicayán le corresponde al Ayuntamiento, que como en otros 146 municipios de Oaxaca, es electo mediante el sistema de partidos político, mientras que en otros 424 es por el método de usos y costumbres; el ayuntamiento es electo mediante voto popular, universal, directo y secreto para un periodo de tres años que no pueden ser renovados para el periodo inmediato pero sí de forma no continua, está integrado por el presidente municipal, un síndico, y el cabildo integrado por cinco regidores, todos entran a ejercer su cargo el día 1 de enero del año siguiente a su elección.

### Subdivisión administrativa
Para su régimen interior, el municipio de San Pedro Jicayán se divide en dos agencias municipales: San Juan Jicayán y Santiago Jicayán, cinco agencias de policía: La Hierba Santa, Agua Dulce, Yutandayoo, Chuparrosa y San José Yutatuyaa, y dos delegaciones municipales: Colonia los Marcelo y San Marcos el Coyul. Los titulares de estas entidades administrativas son todos electos mediante usos y costumbres.

### Representación legislativa
Para la elección de diputados locales al Congreso de Oaxaca y de diputados federales a la Cámara de Diputados federal, San Pedro Jicayán se encuentra integrado en los siguientes distritos electorales:
Local:
- Distrito electoral local de 22 de Oaxaca con cabecera en Santiago Pinotepa Nacional.[15]

Federal:
- Distrito electoral federal 9 de Oaxaca con cabecera en Puerto Escondido.[16]

### Presidentes municipales
- (1999 - 2001): José Nicolás Martínez
- (2002 - 2004): Epifanio García López
- (2005 - 2007): Isauro García Merino
- (2008 - 2010): Leonardo Silva Palacios
- (2011 - 2013): Juan Martínez Damián
- (2014 - 2016): Eduardo Mejía Merino
- (2017 - 2018): Honorio Venustiano Gutiérrez Melo
- (2019 - 2021): Anatolio Damián García